# Сюй Синь
Сюй Синь (кит. упр. 许昕, пиньинь Xǔ Xīn; родился 8 января 1990 года, провинция Цзянсу, КНР) — китайский игрок в настольный теннис. Олимпийский чемпион летних Олимпийских игр 2016 года в Рио-де-Жанейро в командном разряде. Восьмикратный чемпион мира: пятикратный чемпион мира в составе команды (2010, 2012, 2014, 2016, 2018), трёхкратный чемпион мира в парном разряде (в паре с Ма Луном — 2011, в паре с Чжан Цзикэ — 2015, в паре с Фань Чжэньдуном — 2017), чемпион мира 2015 и 2019 годов в миксте. Бронзовый призёр в одиночном разряде чемпионата мира 2013 года в Париже и чемпионата мира 2017 года в Дюссельдорфе. Победитель Кубка мира 2013 года в бельгийском Вервье.

## Спортивная карьера
В первой половине 2009 года, в возрасте 19 лет, Сюй Синь вошёл в сотню сильнейших игроков по рейтингу ITTF.
В феврале 2010 года Сюй Синь одержал свою первую победу в одиночном разряде на этапах «ITTF World Tour» (2010 Pro Tour, Kuweit Open), и, по итогам, в марте 2010 года вошёл в десятку лучших игроков мира согласно рейтингу ITTF, где непрерывно остаётся по 2020 год. В феврале 2013 года впервые занял первую позицию мирового рейтинга.
Из-за очень жёсткой конкуренции не смог пробиться в сборную Китая на Олимпийских играх 2012 года.
Обладатель пятнадцати индивидуальных титулов турниров «ITTF World Tour», и двух «ITTF World Tour Grand Finals» 2012 и 2013 годов.
Обладатель Кубка мира по настольному теннису 2013 года в одиночном разряде.
В марте 2014 года Сюй Синь вновь возглавил мировой рейтинг и продержался на его первой строке 16 месяцев подряд до февраля 2015 года.
На соревнованиях по настольному теннису на Олимпийских играх 2016 года в Рио-де-Жанейро Сюй Синь завоевал золотую медаль в командном разряде.
В июне 2019 года Сюй Синь стал вторым спортсменом в истории «ITTF World Tour», которому удалось выиграть все три возможных титула на одном турнире — в одиночном разряде, в мужских парах и в смешанном разряде.
В июле 2019 года Сюй Синь вновь возглавил мировой рейтинг ITTF.
Участвуя в чемпионатах мира с 2009 года по 2019 год, Сюй Синь завоевал множество золотых наград в командном, парном и смешанном разрядах, но ни разу не стал чемпионом в одиночном разряде.

## Стиль игры
Сюй Синь играет левой рукой в атакующем стиле, он один из немногих игроков в первой сотне мирового тенниса, использующий хватку пером. Это, в сочетании с тем, что он левша, создаёт ему уникальный стиль игры, а большой рост и длинные руки позволяют Сюй Синю активно играть в дальней зоне. По оценке некоторых специалистов, он обладатель сложнейших в мире подач и сильнейшего в мире топспина с открытой стороны.

## Инвентарь
Сюй Синь спонсируется фирмой Stiga и использует основание «Dynasty Carbon Xu Xin Edition» этой фирмы.